# Doshin the Giant
Doshin the Giant (巨人のドシン, Kyojin no Doshin) est un jeu vidéo de type God game développé et édité par Nintendo. Il est sorti sur Nintendo 64DD au Japon le 1er décembre 1999. Le jeu original était alors compris avec l'achat de la console N64DD. Une extension est sortie cinq mois plus tard sous le nom de Kyojin no Doshin Kaihō Sensen Chibikko Chikko Daishūgō, proposant une perspective de jeu différente. Ce jeu a ensuite été porté sur GameCube, bénéficiant d'une refonte graphique ; il est sorti dans cette version le 14 mars 2002 au Japon et le 20 septembre 2002 en Europe. Il n'a pas été édité en Amérique du Nord en raison d'un accord entre les sociétés Nintendo et Atlus sur la sortie d'un autre jeu de niche nommé Cubivore: Survival of the Fittest, sorti autour de la même période sur GameCube.

## Scénario
Le joueur contrôle Doshin, un géant jaune. Doshin vit sur l'île Barudo et a pour mission de construire des bâtiments, d'aplatir le sol, pour le compte des quatre tribus de l'île (rouge, bleue, jaune et verte). Le jeu est temporellement subdivisé en jours dont la durée effective est de 30 min depuis l'aube jusqu'au coucher du soleil (à chaque fin de journée, on peut voir plusieurs statistiques de cette journée) , à la manière de Pikmin. Si les 15 monuments d'amour ou de haine sont érigés, le dernier sera construit. À l'issue de cette construction, on assiste à une cinématique montrant la destruction de l'île. Doshin tente alors de sauver les villageois mais échoue. Doshin dérive alors dans l'océan et se transforme lui-même en île. Le jour se lève sur la petite île de Doshin. Elle est habitée par des aliens. Le joueur doit alors réussir la construction du dernier monument : un vaisseau spatial.

## Système de jeu
Doshin est le Géant de l'Amour. En accomplissant de bonnes actions, les villageois lui témoignent leur affection et leur dévotion ce qui permet à Doshin de grandir. Doshin peut se transformer en Jashin, son alter ego maléfique : le Géant de la Haine. En accomplissant de mauvaises actions, il provoque la colère des villageois et Jashin voit alors aussi sa taille augmenter.
Doshin est capable de moduler le relief du terrain (comme dans Populous), prendre et manipuler des objets, des arbres.

## Accueil
- Le jeu a été mal accueilli par la critique car peu compréhensible ainsi qu'un système de jeu répétitif et non cohérent.
- Jeux vidéo Magazine : 11/20[2]
- Jeuxvideo.com : 6/20[3]

## Postérité
Doshin et Jashin apparaissent en tant que trophées dans le jeu Super Smash Bros. Melee.